# Filip Starzyński
Filip Starzyński (Stettino, 27 maggio 1991) è un calciatore polacco, centrocampista del Ruch Chorzów.

## Caratteristiche tecniche
Trequartista, può giocare anche come interno di centrocampo o mediano.

## Carriera

### Nazionale
Viene convocato per gli Europei 2016 in Francia.